# 회암초등학교
회암초등학교(檜巖初等學校)는 경기도 양주시에 있는 공립 초등학교이다.

## 학교 연혁
- 2024년 9월 1일 : 개교